# Медіапсихологія
Медіапсихологія – це основоположна дисципліна, яка спрямована на побудову нового формату дискурсу. Даний дискурс повинен бути корисним для медіавиробника, медіаспоживача і модератора. 

## Історія
Першим медіапсихологом був Гюго Мюнтесберг. Він уперше провів психологічне дослідження впливу фільмів на аудиторію. Він виокремив своєрідну зорову мову рухливих фотографій і розробив її граматичні будови. В 1916 році Гуго видав книжку з медіапсихології.
Луїс Тюрстоун вперше застосував метод, який називається "шкала вивчення ставлення до фільмів".

## Передумови виникнення медіапсихології
1. Виникнення кіно. В проміжок від початку 20 століття, вчені масово досліджують кіно, а саме чинники, його впливу на коло глядачів.
2. Радіо. В 1935 році Олпорт Гордан видає книжку "Психологія радіо"[2].
3. Телебачення. 1950 року багато дослідників переймаються теорією про неусвідомлення впливу реклами в серіалах, мильних операх тощо. Далі було вивчення анімації.
4. Інтернет. Вивчається: зміна процесів пам’яті, коли використовуються пошукові системи; як зосереджується увага дитини, якщо вони постійно грають в ігри; чи змінюються міжособистісні взаємини, якщо спілкуватися винятково в соціальних мережах; чи розвивається брутальність у споживачів, які дивляться передачі із застосуванням сцен насильства.

## Напрями медіапсихологічних досліджень
- Новітні галузі;
- Психологія мас;
- Соціальна психологія;
- Нові медіадослідження;

## Предмет медіапсихології
Предмет медіапсихології  -– напрямок, який вивчає інтраперсональну комунікацію та психічні явища, які зумовлюють вплив на медіа. В даному разі вплив медіа розглядається, як технічний посередник (як комунікація впливає на суб’єкта).

## Роль медіапсихологів
Для того, щоб бути медіапсихологом потрібно відповідати наступним критеріям.
По-перше, бути експертом медіа (писати про медіа, виступати в медіа).
По-друге, проводити дослідження, щодо покращення роботи медіа.
По-третє, забезпечувати сприятливий вплив новітніх технологій відносно медіаспоживачів.
По-четверте, розвивати медіаосвіту. 
По-п’яте, вивчати медіаефекти та медіастандарти.

## Проблеми розвитку медіапсихології
1. Швидкість розвитку медіа випереджає звичайні методи проведення досліджень.
2. Спеціалізовані знання розвиваються без необхідного рівня узагальнень.
3. Надто велика зосередженість відносно регулювання образу психології в медіа. Тобто створюється певний віртуалізований образ в психології.

## Вплив Закону України "Про медіа" на розвиток медіапсихології щодо захисту дітей від шкідливої інформації
1. 24 травня 2023 року під патронатом Національної ради України з питань телебачення і радіомовлення за участі представників медіарегулятора, керівників телерадіоорганізацій, громадськості і психологів відбулась робоча зустріч (громадське обговорення) на тему: «Регулювання і саморегулювання медіа: психологічні аспекти висвітлення тем насильства над дітьми» з метою зменшення травматизації дітей через ЗМІ в Україні.
2. Питання захисту дітей від шкідливої інформації постійно перебуває в полі зору українського медіарегулятора. З 2016 року працює робоча група, яка розробляє правила для медіа, дотримання яких значно покращує ситуацію в інформаційному просторі. Особливо тема піклування про моральне і психологічне здоров’я дитини актуальна нині, коли українські діти втратили можливість жити в мирній країні, розвиватися і зростати в спокійному, сприятливому середовищі, без регулярних звуків тривоги, без вибухів, бомбосховищ, постійного переживання батьків за їхнє життя. У цьому контексті Національна рада України з питань телебачення і радіомовлення прагне, щоб той великий вплив, що мають медіа на суспільство, був використаний на його благо. Наприкінці минулого року робоча група доопрацювала акт саморегуляції медіа про захист дітей війни. Він спрямований на те, щоб медіа, висвітлюючи події воєнної агресії російської федерації проти нашої країни, розповідаючи про дітей, які перебували під обстрілами чи в окупації, втратили рідних чи зазнали ушкоджень, стали зі своїми родинами вимушеними переселенцями тощо, думали про їхній захист та ризики повторної травматизації. На теперішній час напрацьовано п’ять документів, які повинні сприяти тому, щоб медіа, готуючи інформаційні матеріали, завжди дбали про найкращі інтереси дитини.
3. 13 грудня 2022 року в Україні ухвалено новий Закон України «Про медіа» . Національна рада на засіданні 18 травня після громадського обговорення затвердила 11 нормативно-правових актів, які були розроблені на виконання Закону України «Про медіа». Вони дають регуляторові механізми для втілення Закону на практиці і затверджують необхідні форми документів.
4. Директором Київського міжнародного судово-експертного інституту психологічної експертизи і досліджень на поліграфі, кандидатом психологічних наук, доцентом Назаровим Олегом Анатолійовичем в 2023 році було презентовано серію робіт по використанню даних медіапсихології щодо захисту дітей від шкідливої інформації: 1) Психологічні міжнародно-правові та науково-експертні підходи до формування правил поведінки щодо висвітлення насильства проти дітей (7 квітня 2023 року) , 2) Психологічні закономірності медіапсихології при показах ситуацій насилля щодо дитини в ЗМІ: міжнародний досвід (24 травня 2023 року) . В роботах висвітлені психологічні міжнародно-правові та науково-експертні підходи до формування правил поведінки щодо висвітлення насильства проти дітей. Розглянуті Міжнародні нормативні документи, як джерело формування правил поведінки психологів щодо висвітлення насильства проти дітей під час війни. Перераховані науково-експертні підходи до визначення негативних ефектів, які спричинюють поширення інформації про насильство та жорстокість в медіа. Звернуто увагу, що гуманізація поводження щодо неповнолітніх, яка закріплена в міжнародних нормативних документах різного рівня є визначальною тенденцією реформування європейського судочинства в бік формування правосуддя дружнього до дитини з метою зменшення травматизації дитини від злочину. Описані психологічні закономірності медіапсихології при показах ситуацій насилля щодо дитини в ЗМІ. Розглянуті фундаментальні дослідження, які вплинули на цензуру медіа щодо дітей у світі. Розкритий зміст закономірностей, які впливають на поведінку людини в ході діяльності ЗМІ.